# Route nationale 67 (France)
Pour les articles homonymes, voir Route nationale 67.
La route nationale 67, ou RN 67, était une route nationale française traversant la Haute-Marne et reliant la sous-préfecture au nord du département (Saint-Dizier) à la préfecture (Chaumont). 
Avant les déclassements des années 1970, cette route possédait aussi un tronçon de Langres jusqu'à la frontière suisse, via Besançon. Aujourd'hui, Langres est accessible par des autoroutes comme l'A 31.
La loi n° 2022-217 du 21 février 2022 prévoit le transfert des routes nationales aux collectivités volontaires. La nationale 67 est transférée en intégralité au département de la Haute-Marne le 1er janvier 2024. Elle porte désormais le numéro D520.

## De Saint-Dizier à Chaumont (D520)
Les communes traversées sont:
- Saint-Dizier (km 0)
- Eurville-Bienville (km 9)
- Laneuville-à-Bayard
- Rachecourt-sur-Marne
- Breuil-sur-Marne
- Chatonrupt-Sommermont
- Vecqueville
- Joinville (km 31)
- Rupt
- Fronville
- Gudmont-Villiers
- Provenchères-sur-Marne
- Vignory (km 52)
- Soncourt-sur-Marne (km 54)
- Bologne (km 61)
- Brethenay
- Chaumont (km 69)

## Partie déclassée (avant 1970)

### De Langres à Audeux
Jusqu'à Longeau-Percey, la route fut reprise par l'ancienne route nationale 74, déclassée en D974 en 2006. Au-delà, elle fut déclassée en D67. Elle passait par les communes de :
- Langres
- Saints-Geosmes
- Longeau-Percey
- Percey-le-Pautel
- Chassigny
- Champlitte
- Oyrières
- Chargey-lès-Gray
- Arc-lès-Gray
- Gray
- Cresancey
- Venère
- Cult
- Marnay
- Recologne
- Audeux

### D'Audeux à Besançon
La route est déclassée en D 70. Elle porta un temps le numéro D 67 dans les années 1970-80 avant que cette route départementale ne soit déviée lors de la construction de l'autoroute A 36. Elle passait alors par les communes de :
- Pouilley-les-Vignes
- Besançon

### De Besançon à Saint-Gorgon-Main
La route est déclassée en D 67, sauf jusqu'à Morre, où elle est reprise par l'actuelle route nationale 57. Elle passait par les communes de :
- Morre
- Tarcenay
- Ornans
- Montgesoye
- Vuillafans
- Lods
- Mouthier-Haute-Pierre
- Saint-Gorgon-Main

### De Saint-Gorgon-Main à la Suisse
La route est reprise par l'actuelle route nationale 57 via Pontarlier. Elle se dirige alors vers la route principale 9 à Vallorbe et vers l'autoroute suisse A9 à Ballaigues. Elle passait par les communes de :
- Pontarlier
- La Cluse-et-Mijoux
- Les Hôpitaux-Neufs
- Jougne
- Suisse, route principale 9